# دادو توپیچ
دادو توپیچ (به انگلیسی: Dado Topić) (زاده ۴ سپتامبر ۱۹۴۹) خواننده کروات است.
او در مسابقه آواز یوروویژن ۲۰۰۷ به همراه دراگونفلای نماینده کرواسی بود.